# Shumig
Shumig (Sumeg), nekadašnje selo Yurok Indijanaca koje se nalazilo na Patrick's Pointu, pet ili šest milja sjeverno od Trinidada na sjevernoj kalifornijskoj obali, okrug Humboldt. Selo nije bilo stalno naseljeno, nego je služilo kao privremeni logor, ali je veoma značajno u juročkoj mitologiji.

## Vanjske poveznice
- Patrick's Point State Park - Sumeg Village